# Stephonyx arabiensis
Stephonyx arabiensis is een vlokreeftensoort uit de familie van de Uristidae. De wetenschappelijke naam van de soort is voor het eerst geldig gepubliceerd in 2007 door Diffenthal & Horton.